# Estadio de Fort Carré
El Estadio de Fort Carré es un estadio de fútbol, situado en la ciudad de Antibes, en la región de la Provenza-Alpes-Costa Azul en Francia. Sirve de sede habitual al FC Antibes.

## Partido del Mundial de 1938
| Fecha               | Fase             | Equipo |                   | Resultado |                 | Equipo | Espectadores |
| ------------------- | ---------------- | ------ | ----------------- | --------- | --------------- | ------ | ------------ |
| 12 de junio de 1938 | Cuartos de final | Suecia | Bandera de Suecia | 8 - 0     | Bandera de Cuba | Cuba   | 7.000        |